# فلورانس نایتینگل
فلورانس نایتینگل (به انگلیسی: Florence Nightingale) (زادهٔ ۱۲ می ۱۸۲۰ - درگذشت ۱۳ اوت ۱۹۱۰ میلادی)، یک اصلاحگر اجتماعی انگلیسی، آماردان و بنیانگذار پرستاری نوین بود.
نایتینگل زمانی برجسته شد که به‌عنوان مدیر و مربی، ترتیب مراقبت سازمان یافته از سربازان مجروح در طی جنگ کریمه را داد. او به پرستاران اعتبار امیدوار کننده‌ای داد و تبدیل به تندیسی از فرهنگ ویکتوریایی شد، به‌خصوص توصیفی که از او شد به‌عنوان «زنی چراغ به‌دست» که شبانگاه میان مجروحان جنگی گشت می‌زد.
اخیراً برخی می‌گویند که در مورد دستاوردهای نایتینگل در جنگ کریمه توسط رسانه‌های آن زمان اغراق شده است، اما منتقدان در مورد اهمیت کارهایی که او بعدها برای حرفه‌ای کردن نقش پرستاری زنان ایفا کرد متفق‌القول اند. در ۱۸۶۰، نایتینگل با تأسیس مدرسه پرستاری در بیمارستان سنت توماس در لندن، اساس پرستاری حرفه‌ای را بنا نهاد. این مدرسه اولین مدرسه پرستاری سکولار در جهان بود، و اکنون بخشی از کالج پادشاهی لندن است. به منظور قدردانی از کارهای او، یک تعهد نایتینگلی از پرستاران جدید گرفته می‌شد و مدال فلورانس نایتینگل، بالاترین دستاورد بین‌المللی پرستاری، به افتخار او نامگذاری شد و روز جهانی پرستار که هر ساله برگزار می‌شود نیز در روز تولد او می‌باشد. اصلاحات اجتماعی او شامل ارتقاء سطح سلامت برای تمام بخش‌های جامعه بریتانیا، بهبود وضع گرسنگی در هند، کمک به قوانین سقط جنین که برای زنان خشن بود و توسعه فرم‌های قابل قبول مشارکت زنان در نیروی کار.
نایتینگل یک نویسنده حیرت‌آور و همه‌کاره بود. بسیاری از کارهایی که او در دوران زندگانی اش منتشر کرده، مرتبط با دانش پزشکی بوده است. برخی از رساله‌های او به زبان ساده انگلیسی نوشته، چنان‌که به راحتی توسط افرادی که مهارت ادبی پایینی دارند نیز فهمیده شود. او همچنین در استفاده از اینفوگرافی‌ها نیز پیشتاز بود و از ارائه‌های مصور داده‌های آماری نیز به نحو مؤثری استفاده می‌کرد. بسیاری از نوشته‌های او شامل کارهای گسترده‌ای در مورد مذهب و عرفان بوده و تنها پس از مرگ او بود که منتشر شدند.

## ابتدای زندگی و حضور در جنگ
پدرش ویلیام ادوارد شور یکی از اعضای اشراف‌زادهٔ دربار به‌شمار می‌رفت و فلورانس کوچک، در یک خانه بزرگ و راحت دوران کودکی خود را گذراند. خانواده او پس از ورود فلورانس به حرفه پرستاری از او متنفر شدند. در نامه‌های محرمانه‌ای که از او یافت شده، نوشته «از کودکی برای خدمت به بیماران و بی‌پناهان الهاماتی از سوی خداوند به قلبم می‌رسید.» او برخلاف خواستِ خانواده‌اش، علاقه زیادی به درمان بیماران و پرستاری داشت و تصمیم به پا گذاردن در این راه گرفت. به گفته خودش، از دوران کودکی همواره ندایی از جانب خداوند به گوش او می‌رسیده است و شب‌ها هرگز خواب نداشته تا زمانی که صبح فرامی‌رسیده است خودش می‌گفت صدایی آرام مرتباً می‌گفت‌ای فلورانس کوچک، آینده تو تماماً در خدمت بیماران سپری خواهد شد؛ تو سرنوشت مرگبار بیماران را دگرگون خواهی کرد؛ تو مکتبی را پایه‌گذاری خواهی کرد که سرنوشت مرگبار بیماران را دگرگون خواهد ساخت. ای فلورانس کوچک، به‌پا خیز و بیدار باش.
سال ۱۸۵۳، با آغاز جنگ کریمه میان امپراتوری عثمانی و روسیه، فرانسه و انگلستان به یاری عثمانی ایشان به همراه مرتضی (همسرشان) سربازان خود را به جنگ فرستادند. آن زمان تیتر روزنامه‌های تایمز لندن خبر از جنگ و توصیف اوضاع وخیم بیمارستان‌های نظامی انگلیس می‌داد. در گزارش‌ها آمده بود تنها ۲۰ پرستار در جبهه‌ها فعالیت می‌کنند، بیمارستانی وجود ندارد و حتی باند برای پانسمان هم نیست. با انتشار این گزارش‌ها، فلورانس از وزیر جنگ انگلیس درخواستِ وسایل و امکانات بهداشتی کرد و سپس با همراهی ۳۴ پرستار زن، با شجاعت تمام، پا به اعماق خاک ترکیه گذاشت و به یاری مجروحان شتافت. این نخستین باری بود که یک زن به شکل رسمی اجازه می‌یافت که در ارتش فعالیت کند.
وضعیت در منطقه بسیار نامناسب بود، به‌طور مثال، تخت‌خواب به اندازه کافی وجود نداشت، همه چیز کثیف بود و همه جا پر از موش بود. وقتی در نوامبر سال ۱۸۵۴ به منطقه رسید، پزشک ارتش حاضر نبود با او کار کند، اما این باعث نشد نایتینگل مأیوس شود و خیلی زود شروع به تمیز کردن محوطه کرد و سربازان بیشتری نیز برای تمیز کردن بیمارستان به او پیوستند.
او شب‌ها در بیمارستان به سربازانی که به‌شدت مجروح بودند سر می‌زد و تلاش می‌کرد تا آن‌ها شرایط بهتری داشته باشند. به همین دلیل بود که او به نام زن چراغ‌به‌دست شناخته شد. فلورانس با چهره‌ای آرام‌بخش، برای اینکه سربازان دست از می‌گساری بردارند، اتاقی برای مطالعه و بازی‌های سالم آنان راه انداخت. او بر اثر کار مداوم و همدمی با بیماران دچار تب وحشتناکی شبیه تیفوس یا مالاریا شد که در آن هنگام قربانیان زیادی را به کام مرگ کشانده بود و فلورانس نیز بر اثر این بیماری به‌شدت ضعیف شد.

## بازگشت به لندن

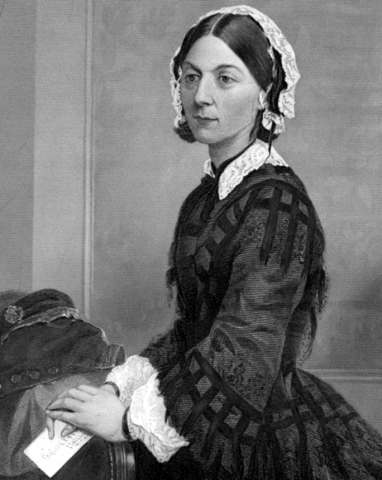
فلورانس نایتینگل

جنگ پایان یافت و او به لندن بازگشت. زمانی که به خانه برگشت به‌عنوان یک قهرمان مورد استقبال قرار گرفت. حتی ملکه ویکتوریا نیز برای او نامه‌ای نوشت و از او به خاطر کارهایش قدردانی کرد. این امکان وجود ندارد که شما هر روز از ملکه نامه تشکرآمیز دریافت کنید. هرچند فلورانس نایتینگل می‌خواست گمنام بماند اما نامش به‌عنوان فرشته سرِ زبان‌ها بود؛ ولی برای اینکه خود را از چشم دیگران دور نگه دارد، به گونه‌ای خود را پنهان کرد که گویی مرده است. فلورانس همراه ویلیام فار، یک پزشک نظامی و فرد نیکوکار، به مدت ۲۰ سال برای بهبود وضعیت بیمارستان‌ها و نظام آموزشی پرستاران تلاش کردند.
نایتینگل، نخستین مدرسه عالی آموزش پرستاری را سال ۱۸۶۰ در بیمارستان سن توماس لندن راه‌اندازی و مدیریت کرد.
هرچند سلامت جسمانی او تحلیل رفته بود، اما شهرتش از لندن به آمریکا و هند نیز رسید، به گونه‌ای که یک معمار و تاجر لیورپولی به‌نام ویلیام راتبون در سال ۱۸۶۰ مبلغ زیادی در اختیار فلورانس گذاشت تا یک بیمارستان بسازد. بیمارستان‌هایی که او ساخت مطابق استاندارد و الگوی بهداشتی بود و طبقات مختلف آن به بخش‌های ویژه‌ای مثل زنان و زایمان، روان، کودکان، و جراحی اختصاص داشت.
چند سال کار مداوم و سخت پس از جنگ، توان او را بسیار تضعیف کرد، به‌گونه‌ای که در آخرین سال‌های عمر نابینا شد و نمی‌توانست مانند گذشته به وظایف خود عمل کند، تا اینکه در ۱۳ اوت ۱۹۱۰ در لندن درگذشت.
فلورانس نایتینگل به یک شخصیت مهم در بهبود وضعیت سلامتی سربازان در دوران جنگ بدل شد؛ شخصیتی جهانی که تأثیری عمیق برجای گذاشت.

## ارجاعات
1. ↑  Strachey, Lytton (1918). Eminent Victorians. London: Chatto and Windus.[کدام صفحه؟]
2. ↑  Swenson, Kristine (2005). Medical Women and Victorian Fiction. University of Missouri Press. p. 15. ISBN 978-0-8262-6431-2.
3. ↑  Aaron Ralby (2013). "The Crimean War 1853–1856". Atlas of Military History. Parragon. pp. 281. ISBN 978-1-4723-0963-1.
4. 1 2  Bostridge, Mark (17 February 2011). "Florence Nightingale: the Lady with the Lamp". BBC.
5. 1 2 3 4 5 6  «زنانی که دنیا را تغییر دادند». بی‌بی‌سی فارسی. ۸ فوریهٔ ۲۰۱۸. دریافت‌شده در ۸ فوریهٔ ۲۰۱۸.

- مشارکت‌کنندگان ویکی‌پدیا. «Florence Nightingale». در دانشنامهٔ ویکی‌پدیای انگلیسی.

## کتابشناسی